# Macrolobium floridum
Macrolobium floridum är en ärtväxtart som beskrevs av Gustav Karl Wilhelm Hermann Karsten. Macrolobium floridum ingår i släktet Macrolobium och familjen ärtväxter. Inga underarter finns listade i Catalogue of Life.